# Vaughan
Vaughan är en stad i den kanadensiska provinsen Ontarios södra del. 
Den grundades 1792 som en by och fick sitt namn av den brittiska politikern Benjamin Vaughan, som hade en nyckelroll i förhandlingarna rörande Parisavtalet mellan Storbritannien och USA 1783, och blev senare en kommun (township) 1850. Vaughan blev stad (town) 1971 och city 1991. Staden breder sig ut över 273,52 kvadratkilometer (km2) stor yta och hade en folkmängd på 288 301 personer vid den nationella folkräkningen 2011.
I staden finns Canada's Wonderland.